# Mel Ferrer
Melchor Gastón Ferrer, detto Mel (Elberon, 25 agosto 1917 – Santa Barbara, 2 giugno 2008), è stato un attore, regista e produttore cinematografico statunitense.

## Biografia

### Giovinezza
Figlio di José María Ferrer, uno pneumologo cubano di origini spagnole, capo del personale presso il Saint Vincent's Catholic Medical Center di New York, e di Mary Matilda Irene O'Donohue, una benestante attivista di origini irlandesi, figlia a sua volta del ricco mercante di caffè Joseph J. O'Donohue, uno dei fondatori, tra l'altro, del Coffee Exchange e del Brooklyn-New York Ferry.
Ferrer aveva tre fratelli: la sorella più grande, M. Irené Ferrer, cardiologa ed educatrice. Il fratello José M. Ferrer, diventò anch'egli chirurgo. L'altra sorella, Teresa (Terry) Ferrer, era giornalista su temi religiosi presso il New York Herald Tribune e editrice sulla educazione del Newsweek.
Ferrer ricevette un'istruzione privata presso la Bovée School di New York (uno dei suoi compagni di classe fu il futuro autore Louis Auchincloss) e presso la Canterbury School nel Connecticut, prima di frequentare la Princeton University fino al suo secondo anno. A quel punto abbandonò gli studi per dedicare più tempo alla recitazione. Lavorò anche come redattore di un piccolo giornale del Vermont e scrisse un libro per bambini, Tito's Hats (Garden City Publishing, 1940).

### Carriera
Il primo approccio di Ferrer con la recitazione risale al periodo dell'adolescenza in rappresentazioni teatrali estive; nel 1937 vinse il Theatre Intime award for best new play, per il miglior lavoro scritto da un laureando di Princeton; il dramma, intitolato Awhile to Work, era interpretato anche da un'altra studentessa dell'università, Frances Pilchard, che in quello stesso anno divenne la sua prima moglie. All'età di ventun anni Ferrer approdò a Broadway come ballerino, mentre fece il suo debutto come attore due anni dopo. Dopo aver combattuto una battaglia contro la polio, lavorò anche come disc jockey in Texas e Arkansas, per poi trasferirsi in Messico per lavorare ad un romanzo.
Dopo qualche tempo tornò a lavorare a Broadway per poi passare in campo cinematografico, dirigendo una decina di film e interpretandone più di ottanta. Come produttore, otterrà il suo maggior successo col film Gli occhi della notte (1967), interpretato da Audrey Hepburn. Nel 1945 Ferrer esordì alla regia con il film The Girl of the Limberlost, pellicola in bianco e nero a basso costo prodotta dalla Columbia Pictures. Tornò a Broadway per essere protagonista di Strange Fruit, basato sul romanzo omonimo di Lillian Smith.
Il suo debutto come attore sul grande schermo risale al 1949, nel film La tragedia di Harlem; i suoi successivi ruoli più famosi sono quelli del burattinaio nel musical Lili (1953), accanto a Leslie Caron, del Marchese de Maynes in Scaramouche (1952), del Principe Andrej in Guerra e pace (1956) nel quale recitò insieme a Audrey Hepburn, e del padre del personaggio di Giancarlo Giannini in Lili Marleen (1980).

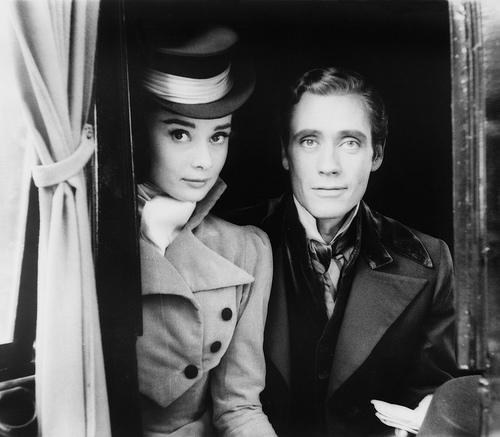
Mel Ferrer con Audrey Hepburn in Guerra e pace di King Vidor

A partire dagli anni sessanta si dedicò anche alla televisione, dirigendo alcune serie come The Farmer's Daughter (1963-1966) con Inger Stevens, ma è maggiormente ricordato come partner di Jane Wyman in Falcon Crest, dal 1981 al 1984, nella parte del legale di Angela Channing, e brevemente come suo marito. Interpretò anche il Dr. Brogli in un episodio del 1979 di Il ritorno di Simon Templar.
Per il suo contributo all'industria cinematografica Ferrer ha una sua stella sull'Hollywood Walk of Fame al numero 6268 di Hollywood Boulevard.

## Vita privata
Mel Ferrer si sposò cinque volte:
- Frances Gunby Pilchard, un'attrice che divenne poi scultrice.[7] Si sposarono il 23 ottobre 1937 e divorziarono nel 1939. La coppia ebbe un figlio, che però morì in tenera età.
- Barbara C. Tripp. Si sposarono nel 1940 ed ebbero due figli: Mela (1943) e Christopher (1944).
- Nel 1944 Ferrer si risposò con la sua prima moglie Frances Gunby Pilchard. Questo matrimonio finì anch'esso con un divorzio. Ebbero due figli: Pepa Philippa (1941) e Mark Young (1944).[8]
- Audrey Hepburn, sposata il 25 settembre 1954, e insieme alla quale lavorò in Guerra e pace di King Vidor, film girato a Roma. Divorziarono nel dicembre 1968. Ebbero un solo figlio: Sean (1960).
- Elizabeth Soukhoutine, che sposò il 19 febbraio 1971.

### Morte
Mel Ferrer morì il 2 giugno 2008, all'età di 90 anni, nel suo ranch di Santa Barbara, a causa di un'insufficienza cardiaca. Dopo la cremazione, le sue ceneri furono inumate nel suo ranch a Carpinteria.

## Filmografia

### Attore

#### Cinema
- La croce di fuoco (The Fugitive), regia di John Ford (1947) (non accreditato)
- La tragedia di Harlem (Lost Boundaries), regia di Alfred L. Werker (1949)
- La seduttrice (Born to Be Bad), regia di Nicholas Ray (1950)
- Fiesta d'amore e di morte (The Brave Bulls), regia di Robert Rossen (1951)
- Rancho Notorious, regia di Fritz Lang (1952)
- Scaramouche, regia di George Sidney (1952)
- I cavalieri della tavola rotonda (Knights of the Round Table), regia di Richard Thorpe (1953)
- Lili, regia di Charles Walters (1953)
- Saadia, regia di Albert Lewin (1953)
- Proibito, regia di Mario Monicelli (1954)
- Oh... Rosalinda!!, regia di Michael Powell ed Emeric Pressburger (1955)
- Guerra e pace (War and Peace), regia di King Vidor (1956)
- Eliana e gli uomini (Elena et les hommes), regia di Jean Renoir (1956)
- I clandestini della frontiera (The Vintage), regia di Jeffrey Hayden (1957)
- Il sole sorgerà ancora (The Sun Also Rises), regia di Henry King (1957)
- Fräulein, regia di Henry Koster (1958)
- La fine del mondo (The World, the Flesh and the Devil), regia di Ranald MacDougall (1959)
- All'ultimo minuto (L'homme à femmes), regia di Jacques-Gérard Cornu (1960)
- Il sangue e la rosa (Et mourir de plaisir), regia di Roger Vadim (1960)
- Le mani dell'altro (The Hands of Orlac), regia di Edmond T. Gréville (1960)
- Legge di guerra, regia di Bruno Paolinelli (1961)
- Le tentazioni quotidiane (Le diable et les dix commandements), regia di Julien Duvivier (1962)
- I lancieri neri, regia di Giacomo Gentilomo (1962)
- Il giorno più lungo (The Longest Day), regia di Ken Annakin e Andrew Marton (1962)
- El señor de La Salle, regia di Luis César Amadori (1964)
- Insieme a Parigi (Paris - When It Sizzles), regia di Richard Quine (1964)
- La caduta dell'Impero romano (The Fall of the Roman Empire), regia di Anthony Mann (1964)
- Donne, v'insegno come si seduce un uomo (Sex and the Single Girl), regia di Richard Quine (1964)
- El Greco, regia di Luciano Salce (1966)
- Tempo d'amare (A Time for Loving), regia di Christopher Miles (1972)
- La chica del Molino Rojo (1973)
- L'anticristo, regia di Alberto De Martino (1974)
- Morte sospetta di una minorenne, regia di Sergio Martino (1975)
- La polizia accusa: il Servizio Segreto uccide, regia di Sergio Martino (1975)
- Ispettore Brannigan, la morte segue la tua ombra (Brannigan), regia di Douglas Hickox (1975)
- L'undicesimo comandamento (Das Netz), regia di Manfred Purzer (1975)
- Il Corsaro Nero, regia di Sergio Sollima (1976)
- L'avvocato della mala, regia di Alberto Marras (1977)
- La ragazza dal pigiama giallo, regia di Flavio Mogherini (1977)
- Quel motel vicino alla palude (Eaten Alive), regia di Tobe Hooper (1977)
- I gabbiani volano basso, regia di Giorgio Cristallini (1978)
- L'immoralità, regia di Massimo Pirri (1978)
- Hi-Riders, regia di Greydon Clark (1978)
- Il principe Thorvald (The Norseman), regia di Charles B. Pierce (1978)
- Zwischengleis, regia di Wolfgang Staudte (1978)
- The Fifth Floor, regia di Howard Avedis (1978)
- L'isola degli uomini pesce, regia di Sergio Martino (1979)
- Stridulum (The Visitor), regia di Giulio Paradisi (1979)
- Il massacro della Guyana (Guyana: Crime of the Century), regia di René Cardona Jr. (1979)
- Il fiume del grande caimano, regia di Sergio Martino (1979)
- Mangiati vivi!, regia di Umberto Lenzi (1980)
- Incubo sulla città contaminata, regia di Umberto Lenzi (1980)
- Lili Marleen, regia di Rainer Werner Fassbinder (1980)
- Buitres sobre la ciudad, regia di Gianni Siragusa (1981)
- Mille miliardi di dollari (Mille milliards de dollars), regia di Henri Verneuil (1982)
- Die Jäger, regia di Károly Makk (1982)
- Un tenero tramonto, regia di Raimondo Del Balzo (1984)
- Pietro il Grande (parte prima) (Peter the Great), regia di Marvin J. Chomsky e Lawrence Schiller (1986)
- Pietro il Grande (parte seconda) (Peter the Great), regia di Marvin J. Chomsky e Lawrence Schiller (1986)
- Eye of the Widow, regia di Andrew V. McLaglen (1991)

#### Televisione
- Christmas with the Stars – film TV (1953)
- Mayerling (Producers' Showcase), regia di Anatole Litvak – film TV (1957)
- I racconti del West (Zane Grey Theater) – serie TV, episodio 4x13 (1959)
- Polvere di stelle (Bob Hope Presents the Chrysler Theatre) – serie TV, episodio 1x08 (1963)
- Colombo (Columbo) – serie TV, episodio 2x05 (1973)
- Carola – film TV (1973)
- Tenafly – serie TV, episodio 1x00 (1973)
- Sulle strade della California (Police Story) – serie TV, episodio 1x19 (1974)
- Marcus Welby (Marcus Welby, M.D.) – serie TV, episodio 5x24 (1974)
- Ellery Queen – serie TV, episodio 1x22 (1976)
- Alle origini della mafia, regia di Enzo Muzii – miniserie TV (1976)
- Baretta – serie TV, episodio 3x19 (1977)
- Hawaii Squadra Cinque Zero (Hawaii Five-O) – serie TV, episodi 9x12-9x20  (1977)
- The Fantastic Journey – serie TV, episodio 1x07 (1977)
- Lanigan's Rabbi – serie TV, episodio 1x04 (1977)
- Wonder Woman – serie TV, episodio 2x02 (1977)
- La fuga di Logan (Logan's Run) – serie TV, episodio 1x05 (1977)
- Sharon: Portrait of a Mistress – film TV (1977)
- Black Beauty – miniserie TV (1978)
- Alla conquista del West (How the West Was Won) – serie TV, episodi 2x01-2x02-2x03 (1978)
- Capitan Nemo, missione Atlantide (The Return of Captain Nemo), regia di Alex March e Paul Stader – film TV (1978)
- Il ritorno di Simon Templar (Return of the Saint) – serie TV, episodio 1x21 (1979)
- Eischied – serie TV, episodio 1x08 (1979)
- Dallas – serie TV, episodi 3x15-3x18 (1979-1980)
- Top of the Hill, regia di Walter Grauman – film TV (1980)
- Le memorie di Eva Ryker (The Memory of Eva Ryker), regia di Walter Grauman – film TV (1980)
- Fugitive Family, regia di Paul Krasny – film TV (1980)
- Behind the Screen – serie TV (1981)
- Fantasilandia (Fantasy Island) – serie TV, episodio 5x15 (1982)
- Una scarpa per l'assassino (One Shoe Makes It Murder), regia di William Hale – film TV (1982)
- Falcon Crest – serie TV, 54 episodi (1981-1984)
- Detective per amore (Finder of Lost Loves) – serie TV, episodio 1x11 (1984)
- Brivido seducente (Seduced), regia di Jerrold Freedman – film TV (1985)
- Hotel – serie TV, episodi 2x23-3x08 (1985)
- Glitter – serie TV, episodio 1x09 (1985)
- Pietro il Grande (Peter the Great), regia di Marvin J. Chomsky e Lawrence Schiller – miniserie TV (1986)
- Outrage!, regia di Walter Grauman – film TV (1986)
- Dream West, regia di Dick Lowry – miniserie TV (1986)
- Christine Cromwell: Things That Go Bump in the Night, regia di Leo Penn – film TV (1989-1990)
- La signora in giallo (Murder, She Wrote) – serie TV, episodi 2x01-5x10 (1985-1989)
- Wild Jack – miniserie TV (1989)
- Caterina di Russia (Catherine the Great), regia di Marvin J. Chomsky e John Goldsmith – miniserie TV (1996)
- Stories from My Childhood – serie TV, episodio Pinocchio and the Golden Key (1998) - voce

### Regista

#### Cinema
- The Girl of the Limberlost (1945)
- Nozze infrante (The Secret Fury) (1950)
- La vendicatrice (Vendetta) (1950)
- Verdi dimore (Green Mansions) (1959)
- Cabriola (1965)

#### Televisione
- The Seven Lively Arts, l'episodio Hollywood Around the World (1957)
- The Farmer's Daughter, gli episodi Comes the Revolution (1963), I Am the Most Beautiful (1963) e The Gypsy Love Song (1963)
- Falcon Crest – serie TV, episodio 3x17 (1984)

## Riconoscimenti
- Hollywood Walk of Fame
  - 1960 – Stella

## Doppiatori italiani
Nelle versioni in italiano delle opere in cui ha recitato, Mel Ferrer è stato doppiato da:
- Stefano Sibaldi in Scaramouche, I cavalieri della tavola rotonda, Lili, Saadia, Guerra e pace, Eliana e gli uomini
- Giorgio Piazza in La polizia accusa: il Servizio Segreto uccide, Ispettore Brannigan, la morte segue la tua ombra, Quel motel vicino alla palude, I gabbiani volano basso, Alla conquista del West, Pietro il Grande
- Emilio Cigoli in Fiesta d'amore e di morte, Il sole sorgerà ancora, Fräulein, Legge di guerra, Le tentazioni quotidiane
- Sergio Graziani in Donne, v'insegno come si seduce un uomo, Morte sospetta di una minorenne, Il Corsaro Nero, Stridulum
- Giuseppe Rinaldi in L'anticristo, L'avvocato della mala
- Sandro Iovino in Falcon Crest, La signora in giallo (ep. 2x01)
- Giulio Panicali in Rancho Notorious
- Enrico Maria Salerno ne I clandestini della frontiera
- Nando Gazzolo in La fine del mondo
- Sergio Tedesco ne Il giorno più lungo
- Carlo Buratti in La caduta dell'impero romano
- Paolo Ferrari in Colombo
- Ferruccio Amendola in Ellery Queen
- Aldo Massasso ne Il ritorno del capitano Nemo
- Gianni Marzocchi ne Il fiume del grande caimano
- Luciano Melani ne Il ritorno del Santo
- Sergio Fantoni in Lili Marleen
- Walter Maestosi in La signora in giallo (ep. 5x10)
- Pino Locchi in Christine Cromwell
- Luca Biagini in Lili (ridoppiaggio)
- Rino Bolognesi ne Il sangue e la rosa (ridoppiaggio)[10]